# Cape Negrais
Cape Negrais är en udde i Myanmar.   Den ligger i regionen Ayeyarwady, i den södra delen av landet, 500 km söder om huvudstaden Naypyidaw.
Terrängen inåt land är platt. Havet är nära Cape Negrais västerut.